# Filippo Zappata

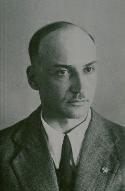
Dr. Ing. Filippo Zappata
(um 1935)

Filippo Zappata (* 6. Juli 1894 in Ancona; † 30. August 1994 in Gallarate bei Mailand) war ein italienischer Ingenieur und Flugzeugkonstrukteur. Berühmt wurde Zappata vor allem durch seine zwischen 1933 und 1942 bei CRDA und später bei Breda konstruierten Bomber, Wasserflugzeuge und großen Passagierflugzeuge. Die Höhepunkte seiner Tätigkeit waren der dreimotorige Bomber CRDA Cant Z.1007, die viermotorige Cant Z.511 als größtes Schwimmerflugzeug der Welt, sowie die viermotorige Passagiermaschine Breda-Zappata B.Z.308, das größte jemals in Italien gebaute Flugzeug. Ab 1951 arbeitete er für Agusta, wo er zunächst mit der Agusta AZ.8 erneut ein viermotoriges Verkehrsflugzeug entwarf und dann bis zum Alter von 69 Jahren verschiedene Hubschrauber konstruierte.

## Leben

### Ausbildung
Nach Schulzeit und Abitur in seiner Heimatstadt Ancona begann Filippo Zappata, der sich schon als Kind für die Schifffahrt interessierte, sein Studium an der Oberschule für Schiffstechnik in Genua. Der Ausbruch des Ersten Weltkrieges (Italien trat erst am 23. Mai 1915 in den Krieg ein) unterbrach jedoch seine Ausbildung. Als Offizier der Bersaglieri fand er sich in verschiedenen Schlachten an der Alpenfront wieder, wobei er 1917 bei Tolmin schwer verwundet wurde. Nach seiner Genesung wurde ihm in der zweiten Hälfte des Jahres 1918 ein Posten bei einer Abteilung der technischen Dienste der Fliegertruppen (Corpo Aeronautico Militare) zugewiesen, und die Luftfahrt ließ ihn zeitlebens nicht mehr los. Unmittelbar nach Kriegsende im November 1918 setzte er sein Studium in Genua fort, und nach Promotion zum Dr. Ing. der Schiffstechnik und Flugzeugkonstruktion begann er seine berufliche Tätigkeit für die kleine Flugzeugfabrik Gabardini in Cameri bei Novara (Piemont).

### Erste Zeit bei CRDA
Bereits ein paar Jahre später ging er nach Monfalcone bei Triest zur CRDA, den „Vereinigten Adriatischen Werften“ der Gebrüder Cosulich. Dort avancierte er schnell zu einem leitenden Angestellten und wurde um 1924 einer der Chefkonstrukteure. Filippo Zappata trieb nun seine Luftfahrtaktivitäten voran, traf aber zu seiner Enttäuschung in Italien zunehmend auf Schwierigkeiten, seine für die damalige Zeit teilweise revolutionären Projekte in die Realität umzusetzen. Daraufhin beschloss er Anfang 1929, nach Frankreich zu emigrieren, da er keine Perspektive sah, in der Heimat nach seinen Vorstellungen arbeiten zu können.

### Bei Blériot in Frankreich
In Frankreich begann er sogleich mit dem damals schon legendären Piloten und Konstrukteur Louis Blériot zu arbeiten, einem der Flugpioniere der ersten Stunde. Im Jahre 1930 konstruierte er mit Blériot die Blériot-Zappata Z.110, die bei einem Flugzeugrennen überlegen siegte und dabei einen Rekord aufstellte. Das war der internationale Durchbruch Zappatas als Flugzeugkonstrukteur, denn er galt fortan in der gesamten Luftfahrtwelt als außerordentlich begabter und fähiger Mann. Zahlreiche Firmen im In- und Ausland bemühten sich in der Folgezeit darum ihn zu verpflichten. Nun wurde auch das faschistische Regime von Benito Mussolini auf ihn aufmerksam und ließ ihm erklären, dass es wünsche, er arbeite wieder für Italien in einem italienischen Unternehmen.

### Zweite Zeit bei CRDA
In Absprache mit der italienischen Regierung machte ihm CRDA ein attraktives Angebot, und Zappata kehrte 1933 zu seinem alten Arbeitgeber nach Monfalcone zurück. Dort blieb er neun Jahre. Er hatte nunmehr dank der ab etwa 1932 einsetzenden aggressiven Aufrüstungspolitik des faschistischen Regimes keinerlei Probleme mehr, seine Ideen und Pläne zu realisieren. Getragen von seinem Idealismus, der in jener Zeit weltweit allgemein großen Begeisterung für die Luftfahrt (die das faschistische Regime Italiens auch geschickt zu instrumentalisieren verstand) und den Aufträgen der Regia Aeronautica für neue Militärflugzeuge, arbeitete er mit großem Engagement an seinen Projekten. Filippo Zappata entwarf zahlreiche Typen von Luftfahrzeugen, sowohl Land- als auch Wasserflugzeuge für zivilen als auch militärischen Einsatz, die an der Bezeichnung Cant Z. (Z für Zappata) zu erkennen waren. Vor allem seine Wasserflugzeuge erlangten auch außerhalb Italiens große Bekanntheit. Die von Zappata konstruierten Flugzeuge erwiesen sich als sehr erfolgreich, sowohl im zivilen als auch im militärischen Bereich. Zappatas Maschinen waren auch bei Flugzeugrennen erfolgreich und konnten zahlreiche Rekorde aufstellen. Zu seinen bekanntesten Entwürfen gehörten der dreimotorige mittlere Bomber CRDA Cant Z.1007 Alcione (Eisvogel) und die viermotorige Cant Z.511 Idrogigante (Riesenwasserflugzeug), das bis heute größte Schwimmerflugzeug der Welt, mit dem ursprünglich sogar ein Angriff im Hafen von New York vorgesehen war. Eine Weiterentwicklung der Cant Z.1007 erschien mit der CRDA Cant Z.1018 Leone (Löwe), die ohne Zweifel der beste mittlere Bomber Italiens und gleichzeitig auch das erste Ganzmetallflugzeug von Zappata war.

### Chefkonstrukteur bei Breda
Mitte des Jahres 1942 nahm Zappata den Posten des Chefkonstrukteurs in der Luftfahrtabteilung des Maschinenbau-Konzerns Breda in Sesto San Giovanni, einem Vorort von Mailand, an. Dort wurden auch schon zuvor einige Modelle, die er bei CRDA entworfen hatte, in Lizenz gebaut (darunter auch der Bomber Cant Z.1007), so dass er durch den Wechsel zu Breda den Bezug zu „seinen“ Maschinen nicht verlor und in manchen Fällen CRDA weiterhin aushalf. Allerdings wurde unter ihm aufgrund der sich verschlechternden Kriegslage nur ein einziger Prototyp fertiggestellt, die Breda BZ.303 Leone II (Löwe II), ein zweimotoriger Bomber und Mehrzweckflugzeug, die eine Weiterentwicklung der schon sehr fortschrittlichen und leistungsfähigen CRDA Cant Z.1018 war, bevor US-amerikanische Bomber das gesamte Werk und den Werksflugplatz im April 1944 bei mehreren Luftangriffen fast völlig zerstörten. Dabei wurden auch einige von der deutschen Luftwaffe bestellte CRDA Cant Z.1018 wie auch viele weitere im Bau befindliche Flugzeuge vernichtet. Unmittelbar danach half Zappata Breda unter deutscher Regie beim Wiederaufbau, wobei die mit nur einer einzigen Ausnahme (IMAM) nun komplett in Norditalien ansässige Luftfahrtindustrie bis zum Kriegsende im Mai 1945 Flugzeuge für die deutsche Luftwaffe und die Aviazione Nazionale Repubblicana (ANR) der Sozialrepublik Italien herstellte bzw. reparierte. Eine weitere Ableitung des CRDA Cant Z.1018 Leone, die Breda BZ.301 Leone III (Löwe III) als schwerer Jäger, blieb aufgrund der Kriegsereignisse ein Entwurf.

### Sein Lebenswerk bei Breda
Nach dem Zweiten Weltkrieg blieb Zappata bei Breda und übernahm sogleich die Leitung von Konstruktion wie auch Bau des großen und damals außerordentlich modernen viermotorigen Passagierflugzeugs Breda-Zappata B.Z.308. Diese von Zappata noch während des Kriegs entworfene, technisch hochentwickelte Maschine, die ihrer Zeit voraus war, sollte nach dem Willen von Breda das hohe Ansehen der italienischen Luftfahrtindustrie wiederherstellen, den Wiederaufbau beschleunigen und den künftigen wirtschaftlichen Erfolg der Firma sichern. Die BZ.308 hatte 1948 ihren Jungfernflug und sollte eigentlich in alle Welt exportiert werden, aber aus politischen Gründen bzw. auf Druck der USA konnte die Produktion trotz mehrerer Bestellungen aus dem Ausland nicht anlaufen, und das Flugzeug blieb unter diesen unglücklichen Umständen ein Einzelstück. Es diente einige Jahre als Präsidentenmaschine, bis es an die italienische Luftwaffe verkauft wurde, die es als Transportflugzeug einsetzte. Filippo Zappata hatte nun den absoluten Höhepunkt in seiner Laufbahn als Konstrukteur von Flugzeugen erreicht. Am endgültig letzten Breda-Flugzeug, der Breda-Pittoni B.P.471, war er aber nur am Rande beteiligt, denn die Federführung hatte in diesem Fall Mario Pittoni, ein weiterer lang gedienter Breda-Ingenieur.

### Chefkonstrukteur bei Agusta
Im Jahre 1951, unmittelbar nach der endgültigen Schließung der Flugzeugabteilung von Breda, wechselte Zappata zu Agusta nach Cascina Costa di Samarate bei Varese. Die Firma war jedoch auf die Lizenzproduktion US-amerikanischer Hubschrauber von Bell spezialisiert und baute nebenbei auch Motorräder diverser Art, die als MV Agusta, die bei Rennen äußerst erfolgreich waren und später Geschichte schreiben sollten. Obwohl Agusta den Flugzeugbau eigentlich bereits eingestellt hatte, wurde unter Zappata noch einmal, wenn auch zum endgültig letzten Mal, der Bau eines Flugzeuges in Angriff genommen. Die Agusta AZ.8, die im Jahre 1958 zum ersten Mal flog, war ein viermotoriges Verkehrsflugzeug, jedoch kleiner als die Breda-Zappata B.Z.308 und nicht für den Einsatz auf Langstrecken vorgesehen. Aber auch von dieser Maschine wurde nur ein einziges Exemplar gebaut, diesmal allerdings weil alle vorhandenen Kapazitäten für den Bau der Hubschrauber benötigt wurden. Etwa gleichzeitig entwickelte Zappata die Agusta AZ.1, eine zweimotorige Mittelstrecken-Passagiermaschine mit Druckkabine, die sowohl mit Turboprop-Triebwerken als auch mit Kolbenmotoren versehen werden konnte. Danach arbeitete Zappata für Agusta an der Konstruktion eigener Hubschraubermodelle, dessen Nachfolgemodelle bis heute weltweit erfolgreich sind. Gegen Ende des Jahres 1963 beendete Zappata seine Arbeit für Agusta und zog sich in den Ruhestand zurück.
Filippo Zappata verstarb am 30. August 1994 im Alter von 100 Jahren in Gallarate, in der Nähe von Mailand.

## Berühmte Luftfahrzeuge
Anmerkung: Militärische Baureihen sind in kursiver Schrift dargestellt

### Flugzeuge
- Blériot-Zappata Z.110
- CRDA Cant Z.501 Gabbiano (Möwe)
- CRDA Cant Z.504
- CRDA Cant Z.505
- CRDA Cant Z.506 Airone (Reiher)
- CRDA Cant Z.508
- CRDA Cant Z.509
- CRDA Cant Z.511 Idro Gigante (Riesenwasserflugzeug)
- CRDA Cant Z.515
- CRDA Cant Z.516
- CRDA Cant Z.1007 Alcione (Eisvogel)
- CRDA Cant Z.1010
- CRDA Cant Z.1011
- CRDA Cant Z.1012
- CRDA Cant Z.1014
- CRDA Cant Z.1015
- CRDA Cant Z.1018 Leone (Löwe)
- Breda BZ.301 Leone III (Löwe III) – entworfen aber nicht mehr gebaut
- Breda BZ.303 Leone II (Löwe II)
- Breda-Zappata B.Z.308
- Breda-Zappata B.Z.401 – entworfen aber nicht mehr gebaut
- Agusta AZ.1
- Agusta AZ.8

### Hubschrauber
- Agusta A.101 (ursprünglich AZ.101 – größter bislang in Italien gebauter Helikopter)
- Agusta A.102 (auch Agusta Bell A 102)
- Agusta A.103
- Agusta A.104 Helicar
- Agusta A.105 (Versionen A.105A / A.105B)
- Agusta A.106